# Ed Litzenberger
Edward Charles John "Eddie" Litzenberger (ur. 15 lipca 1932 w Neudorf, zm. 1 listopada 2010 w Etobicoke) – kanadyjski hokeista grający na pozycji napastnika (centra lub prawoskrzydłowego).
Jeden z najbardziej utytułowanych hokeistów w historii hokeja na lodzie. Reprezentował barwy: Regina Pats, Montreal Canadiens, Montreal Royals, Chicago Blackhawks (zdobywca Pucharu Stanleya), Detroit Red Wings, Toronto Maple Leafs (trzykrotny zdobywca Pucharu Stanleya), trzykrotnie Rochester Americans (dwukrotny zdobywca Pucharu Caldera) oraz Victorii Maple Leafs. Jest wraz z wieloletnim klubowym kolegą, Alem Arbourem, jednym z 11 zawodników, którzy zdobyli dwukrotnie z rzędu Puchar Stanleya z dwoma różnymi klubami. W czasie gry w Chicago Blackhawks, klub zmagał się z problemami organizacyjnymi i finansowymi, walcząc tym samym o przetrwanie. Jest pierwszym zawodnikiem w Ameryce Północnej, który 6-krotnie z rzędu wygrał profesjonalne rozgrywki ligowe hokeja na lodzie: czterokrotnie Puchar Stanleya (1961, 1962, 1963, 1964) oraz dwukrotnie Puchar Caldera (1965, 1966).
Był także nagradzany indywidualnie: zdobywca Calder Memorial Trophy, 6-krotny uczestnik Meczu Gwiazd NHL, król strzelców fazy zasadniczej i play-off WCJHL, Debiutant QMHL, dwukrotnie wybrany do Drużyny Dublerów QMHL/QHL, Drużyna Dublerów NHL.

## Kariera

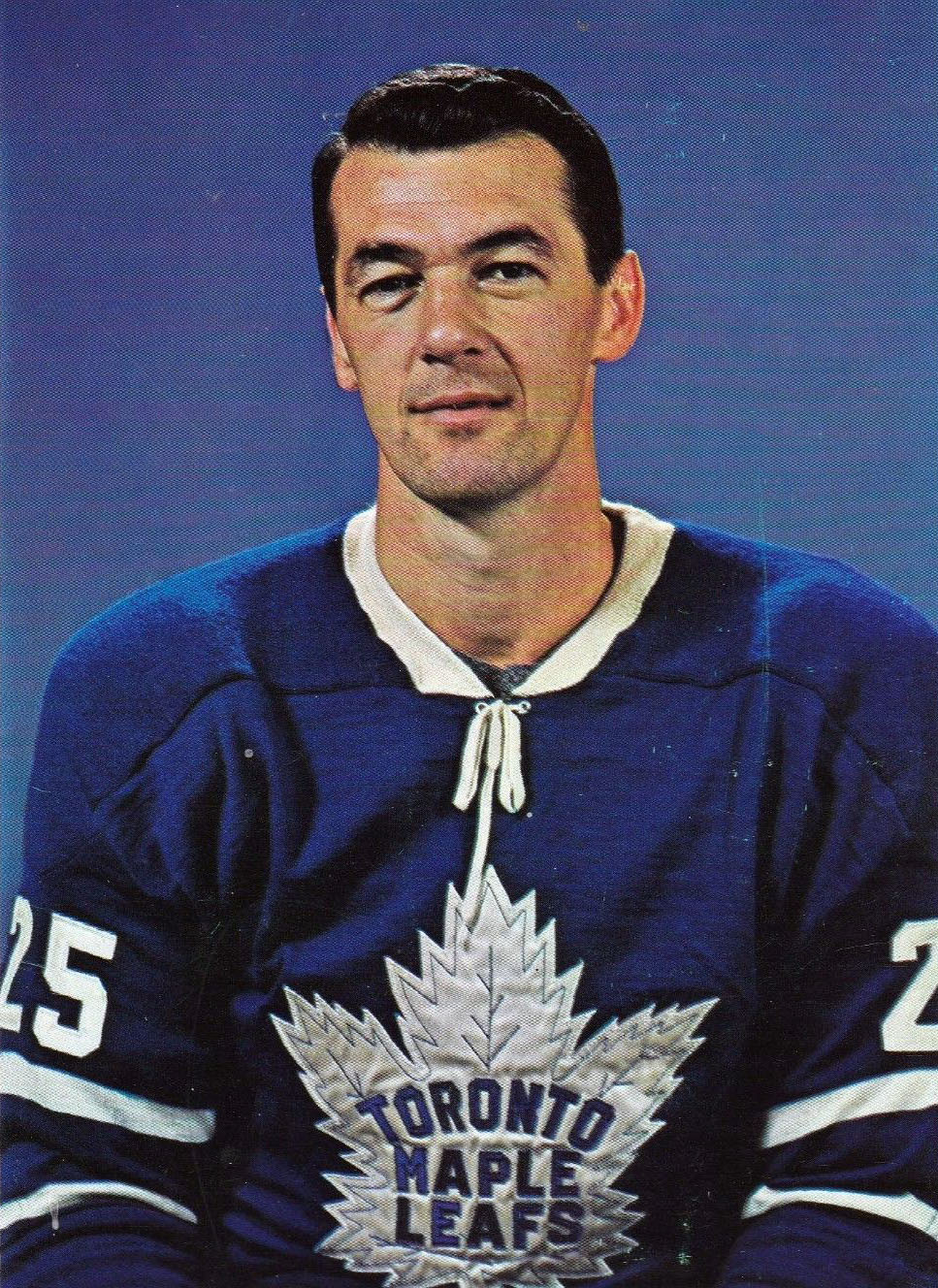
Ed Litzenberger w barwach Toronto Maple Leafs.

Ed Litzenberger karierę sportową rozpoczął w 1949 roku w występującym w lidze WCJHL Regina Pats, w którym grał do 1952 roku (w sezonie 1950/1951 w 44 golami w 40 meczach był najlepszym strzelcem w fazie zasadniczej oraz z 14 golami w 12 meczach najlepszym strzelcem fazy play-off). W latach 1952–1954 występował w dwóch klubach z Montrealu: Montreal Canadiens, w barwach którego zadebiutował w lidze NHL oraz w występującym w lidze QMHL/QHL Montreal Royals (Debiutant QMHL w sezonie 1952/1953, dwukrotnie wybierany do Drużyny Dublerów QMHL/QHL (1953, 1954)).
Po świetnym początku sezonu 1954/1955 w barwach Montreal Canadiens, zwrócił na siebie uwagę działaczy Chicago Blackhawks, z którymi wkrótce podpisał kontrakt. W barwach drużyny Czarnych Jastrzębi zdobył 40 punktów (16 goli, 24 asysty) w 44 meczach oraz spędził 28 minut na ławce kar w fazie zasadniczej, zadebiutował w Meczu Gwiazd NHL, jednak nie udało mu się awansować do fazy play-off, pomimo tego został nagrodzony Calder Memorial Trophy – nagrodą dla najlepszego debiutanta w lidze NHL. W 1958 roku, po czterech w sezonach w klubie, w których aż w dwóch (1956/1957, 1957/1958), po dwóch Meczach Gwiazd NHL (1957, 1958), wybraniu do Drużyny Dublerów NHL w sezonie 1956/1957, został wybrany kapitanem drużyny Czarnych Jastrzębi (wystąpił w Meczu Gwiazd NHL 1959), do której wkrótce przybyli przyszli członkowie Hockey Hall of Fame: Bobby Hull, Glenn Hall, Stan Mikita, Pierre Pilote, z którymi Litzenberger z znacznym stopniu przyczynił się do zdobyciu przez Chicago Blackhawks pierwszego od sezonu 1960/1961 Pucharu Stanleya.
Po tym sukcesie, Litzenberger został zawodnikiem Detroit Red Wings, jednak w połowie sezonu 1961/1962 przeniósł się do Toronto Maple Leafs, w którym dwukrotnie występował w latach 1962–1964 (krótkie wypożyczenie do występującego w lidze AHL Rochester Americans w sezonie 1963/1964) oraz w barwach którego dwukrotnie wystąpił w Meczu Gwiazd NHL (1962, 1963) oraz trzykrotnie zdobył Puchar Stanleya (1962, 1963, 1964).
Następnie wrócił do Rochester Americans (krótkie wypożyczenie do występującego w lidze WHL Victorii Maple Leafs w sezonie 1965/1966), z którym dwukrotnie zdobył Puchar Caldera (1965, 1966), a po sezonie 1965/1966 zakończył karierę sportową.
Łącznie w lidze WCJHL, w fazie zasadniczej rozegrał 121 meczów, w których zdobył 194 punkty (111 goli, 83 asysty) oraz spędził 114 minut na ławce kar, natomiast w fazie play-off rozegrał 29 meczów, w których zdobył 58 punktów (25 goli, 33 asysty) oraz spędził 18 minut na ławce kar, w Memorial Cup rozegrał 45 meczów, w których zdobył 70 punktów (38 goli, 32 asysty) oraz spędził 28 minut na ławce kar, w lidze NHL, w fazie zasadniczej rozegrał 618 meczów, w których zdobył 416 punktów (178 goli, 238 asyst) oraz spędził 283 minuty na ławce kar, natomiast w fazie play-off rozegrał 40 meczów, w których zdobył 18 punktów (5 goli, 13 asysty) oraz spędził 34 minuty na ławce kar, w lidze QMHL/QHL, w fazie zasadniczej rozegrał 126 meczów, w których zdobył 120 punktów (57 goli, 63 asysty) oraz spędził 86 minut na ławce kar, natomiast w fazie play-off rozegrał 27 meczów, w których zdobył 21 punktów (12 goli, 9 asyst) oraz spędził 21 minut na ławce kar, w lidze AHL, w fazie zasadniczej rozegrał 152 mecze, w których zdobył 137 punktów (47 goli, 90 asyst) oraz spędził 70 minut na ławce kar, natomiast w fazie play-off rozegrał 24 mecze, w których zdobył 12 punktów (3 gole, 9 asyst) oraz spędził 16 minut na ławce kar, w lidze WHL, w fazie zasadniczej rozegrał 23 mecze, w których zdobył 24 punkty (7 goli, 17 asyst) oraz spędził 26 minut na ławce kar.

## Statystyki

### Klubowe
| 1949/1950          | Regina Pats          | WCJHL              | 40  | 25  | 19  | 44  | 16  | 9  | 11 | 4  | 15 | 4  |
| 1949/1950          | Regina Pats          | M-Cup              | —   | —   | —   | —   | —   | 14 | 12 | 10 | 22 | 2  |
| 1950/1951          | Regina Pats          | WCJHL              | 40  | 44  | 35  | 79  | 23  | 12 | 14 | 16 | 30 | 6  |
| 1950/1951          | Regina Pats          | M-Cup              | —   | —   | —   | —   | —   | 17 | 12 | 10 | 22 | 14 |
| 1951/1952          | Regina Pats          | WCJHL              | 41  | 42  | 29  | 71  | 75  | 8  | 8  | 5  | 13 | 8  |
| 1951/1952          | Regina Pats          | M-Cup              | —   | —   | —   | —   | —   | 14 | 14 | 12 | 26 | 12 |
| 1952/1953          | Montreal Canadiens   | NHL                | 2   | 1   | 0   | 1   | 2   | —  | —  | —  | —  | —  |
| 1952/1953          | Montreal Royals      | QMHL               | 59  | 26  | 24  | 50  | 42  | 16 | 8  | 4  | 12 | 15 |
| 1953/1954          | Montreal Canadiens   | NHL                | 3   | 0   | 0   | 0   | 0   | —  | —  | —  | —  | —  |
| 1953/1954          | Montreal Royals      | QHL                | 67  | 31  | 39  | 70  | 44  | 11 | 4  | 5  | 9  | 6  |
| 1954/1955          | Montreal Canadiens   | NHL                | 29  | 7   | 4   | 11  | 12  | —  | —  | —  | —  | —  |
| 1954/1955          | Chicago Blackhawks   | NHL                | 44  | 16  | 24  | 40  | 28  | —  | —  | —  | —  | —  |
| 1955/1956          | Chicago Blackhawks   | NHL                | 70  | 10  | 29  | 39  | 36  | —  | —  | —  | —  | —  |
| 1956/1957          | Chicago Blackhawks   | NHL                | 70  | 32  | 32  | 64  | 48  | —  | —  | —  | —  | —  |
| 1957/1958          | Chicago Blackhawks   | NHL                | 70  | 32  | 30  | 62  | 63  | —  | —  | —  | —  | —  |
| 1958/1959          | Chicago Blackhawks   | NHL                | 70  | 33  | 44  | 77  | 37  | 6  | 3  | 5  | 8  | 8  |
| 1959/1960          | Chicago Blackhawks   | NHL                | 52  | 12  | 18  | 30  | 15  | 4  | 0  | 1  | 1  | 4  |
| 1960/1961          | Chicago Blackhawks   | NHL                | 62  | 10  | 22  | 32  | 14  | 10 | 1  | 3  | 4  | 2  |
| 1961/1962          | Detroit Red Wings    | NHL                | 32  | 8   | 12  | 20  | 4   | —  | —  | —  | —  | —  |
| 1961/1962          | Toronto Maple Leafs  | NHL                | 37  | 10  | 10  | 20  | 14  | 10 | 0  | 2  | 2  | 4  |
| 1962/1963          | Toronto Maple Leafs  | NHL                | 58  | 5   | 13  | 18  | 10  | 9  | 1  | 2  | 3  | 6  |
| 1963/1964          | Rochester Americans  | AHL                | 33  | 15  | 14  | 29  | 26  | 2  | 1  | 1  | 2  | 2  |
| 1963/1964          | Toronto Maple Leafs  | NHL                | 19  | 2   | 0   | 2   | 0   | 1  | 0  | 0  | 0  | 10 |
| 1964/1965          | Rochester Americans  | AHL                | 72  | 25  | 61  | 86  | 34  | 10 | 1  | 3  | 4  | 6  |
| 1965/1966          | Victoria Maple Leafs | WHL                | 23  | 7   | 17  | 24  | 26  | —  | —  | —  | —  | —  |
| 1965/1966          | Rochester Americans  | AHL                | 47  | 7   | 15  | 22  | 10  | 12 | 1  | 5  | 6  | 8  |
| Łącznie w WCJHL    | Łącznie w WCJHL      | Łącznie w WCJHL    | 121 | 111 | 83  | 194 | 114 | 29 | 33 | 25 | 58 | 18 |
| Łącznie w M-Cup    | Łącznie w M-Cup      | Łącznie w M-Cup    | —   | —   | —   | —   | —   | 45 | 38 | 32 | 70 | 28 |
| Łącznie w NHL      | Łącznie w NHL        | Łącznie w NHL      | 618 | 178 | 238 | 416 | 283 | 40 | 5  | 13 | 18 | 34 |
| Łącznie w QMHL/QHL | Łącznie w QMHL/QHL   | Łącznie w QMHL/QHL | 126 | 57  | 63  | 120 | 86  | 27 | 12 | 9  | 21 | 21 |
| Łącznie w AHL      | Łącznie w AHL        | Łącznie w AHL      | 152 | 47  | 90  | 137 | 70  | 24 | 3  | 9  | 12 | 16 |
| Łącznie w WHL      | Łącznie w WHL        | Łącznie w WHL      | 23  | 7   | 17  | 24  | 26  | —  | —  | —  | —  | —  |

## Sukcesy

### Zawodnicze
Chicago Blackhawks
- Puchar Stanleya: 1961

Toronto Maple Leafs
- Puchar Stanleya: 1962, 1963, 1964

Rochester Americans
- Puchar Caldera: 1965, 1966

### Indywidualne
- Calder Memorial Trophy: 1955
- Mecz Gwiazd NHL: 1955, 1957, 1958, 1959, 1962, 1963
- Król strzelców fazy zasadniczej WCJHL: 1951 (44 gole)
- Król strzelców fazy play-off WCJHL: 1951 (14 goli)
- Debiutant QMHL: 1953
- Drużyna Dublerów QMHL/QHL: 1953, 1954
- Drużyna Dublerów NHL: 1957

## Życie prywatne
Ed Litzenberger ostatnie lata swojego życia spędził w Etobicoke w prowincji Ontario, gdzie zmarł 1 listopada 2010 roku.